# Fryske Fantasie
Fryske Fantasie is een compositie voor harmonieorkest of fanfare van de Nederlandse componist Kees Vlak. Dit werk was de eerste van een serie composities gebaseerd op oude liederen uit een Nederlandse provincie. Het is opgedragen aan de dirigent en toenmalige directeur van de muziekschool Bolsward Piebbe Bakker. De compositie werd bekroond met de 2e prijs tijdens de Hilvarenbeekse Muziekprijs in 1974.